# Магія Вогню (Аватар)

Символ Магії вогню

Магія вогню — одна з дисциплін магії стихій в анімаційному серіалі «Аватар: Останній захисник», що дозволяє створювати і контролювати вогонь. Застосовується жителями країни Вогню і міста воїнів Сонця.
Вогонь — стихія влади, що складається з всепоглинаючої сили і пом'якшуючого її бажання доводити розпочате до кінця. В давнину магія вогню була заснована на повазі до вогню як до джерела енергії і життя, але войовничий народ Вогню, не маючи цих почуттів, знайшов новий ресурс — злість, ненависть і лють. Силу магії вогню додає сонце, а перші маги навчилися створювати вогонь у драконів.

## Походження
```
Про магію вогню людям повідали стародавні дракони. Саме вони
 
— перші майстри магії вогню. Коли 
Зуко
 і 
Аанг
 зустрілися з ними, вони зрозуміли, що магія вогню є гармонією і життям, а не люттю і руйнуванням, як вважають майже всі сучасні маги.
```

Певним джерелом і символом магії вогню служить Сонце. Сонячне затемнення, коли місяць закриває сонце і коли зникає вся магія, яскраво демонструє тісний зв'язок магів Вогню з цим об'єктом. Крім того, Зуко зумів перемогти Катару лише після того, як зійшло денне світило, і тоді ж він сказав: «Твоя сила місяць. Моя сила — сонце». Про це ж говорив і Айро адміралу Джао. Також, можливо, джерелами енергії для магії служать вулкани і блискавки, але в серіалі це не було продемонстровано. На плакаті розшуку Джонг Джонга магія вогню написана «制 火 术» (чжі хуо шу), що з китайської мови можна перекласти як «метод управління вогнем».

## Бойовий стиль
Рухи магії вогню скопійовані з північношаоліньського кунг-фу, трохи технік — з танланцюань. Характерні риси — швидкі, точні атаки, всього на мить проявляють неймовірну силу (на кшталт вибуху). Це оптимізує сильний тривалий наступ, жертвуючи захистом для більшої потужності, а необхідність попереджувальних пострілів робить магію вогню найнебезпечнішою з усіх чотирьох магій стихій.
Маги вогню використовують внутрішнє тепло свого тіла як джерело створення вогню. Це протиставляє вогонь іншим стихіям, маги яких використовують вже готові елементи (але маги вогню теж можуть контролювати вже палаючий вогонь). Тут менше захисних дій, ніж в інших системах. Для захисту створюються і використовуються вогняні стіни, щити, ухилення від ударів і перенаправлення полум'я.
У бою застосовується помірна кількість вогню для придушення супротивника перед завдаванням вирішального удару. Вогонь випускається в різних напрямках і під різним кутом, що дозволяє надати йому найрізноманітніших форм. Магія вогню дозволяє удари збоку і ззаду, але найкращою є все-таки пряма атака.
Круговий рух — важливий завершальний елемент, що дозволяє підсилити полум'я. При створенні блискавки маги зазвичай роблять неспішні кругові рухи руками (Озай створював блискавку дуже швидко), що нагадують магію води, але з більшим зусиллям.
За словами Айро, вогонь — елемент сили.

### Способи магії вогню
Способи магії вогню включають:
Вогняні кулі: найпростіша техніка, ударом кулака створюється маленька куля, що летить у напрямку удару. Ланцюгові удари (послідовний викид вперед кулаків обох рук) дозволяють чинити тривалу атаку. Розмір кулі залежить від попередньої підготовки і концентрації; великі кулі летять повільніше.
 Вогняні струмені: найпростіша техніка, струмені випускаються з пальців, кулаків, долонь або ступень, ширина струменя залежить від площі поверхні, з якої йде. Часто застосовується солдатами народу Вогню для руйнування будинків. Цей прийом використовується і в магії повітря.
Кільця і арки: обертання рукою або удар ногою з розворотом дозволяють посилати кільцеподібну хвилю вогню, радіус якої збільшується в міру віддалення від джерела. Збільшена силою комети Созіна, атака досягає розмірів вогняного торнадо; Зуко застосував його під час Агні Кая з Азулою.
Вогняна бомба: атака короткого діапазону; маг створює вогонь на кінці руки і кидає полум'я вниз. Під час тренування на вугільному острові Зуко і Аанг, серед інших, відпрацьовують і цей прийом. Озай під час сутички з Аангом кидає таку бомбу, щоб пробити кам'яний щит Аватара.
Кинджали: маленьке полум'я, що не відривається від руки і формою схоже на кинджал. Застосовується в ближньому бою. Дуже неефективно і непрактично.
Вогняний батіг: струмені полум'я, що не відриваються від рук і повторюють їх хвилеподібні рухи, як справжні батоги. У магії води є така ж техніка, але для неї береться вже «готова» вода, а маги вогню створюють знаряддя самі. Зуко застосував це в Ба Сінг Се проти водяних батогів Катари.
"Ланцюгова пила ": просунута версія вогняної арки. Арка або кільце ущільнюються до товщини леза пили і можуть різати предмети. У «Погоні» Азула таким способом відпиляла ріг будівлі, в «Перехрестях долі» Зуко розірвав водяні батоги.
Кнут: версія батога. Удар йде зверху вниз і прибиває об'єкт до землі (Азула в «Погоні»); як варіант, дрібніші «батіжки» дозволяють охопити вогнем простір (Зуко в «Комета Созіна, частина 1: Король Фенікс»).
Вогняний обруч: техніка, продемонстрована воїнами Сонця. З невеликого вогника широким круговим рухом роздувається більше полум'я, якому надається форма правильного кола. Обруч утримується в повітрі, потім маг збирає вогонь тим же круговим рухом і гасить його. Техніка не застосовується в бою.
Щит: захисна дія. Маг створює вогняну стіну перед собою, щоб відбивати атаки і вибухи. Міні-версія стіни полум'я.
Випромінювання тепла: нагрівання рідин, металів або розтоплення льоду. Випускати вогонь для нагріву необов'язково, тепло виходить від долонь, як від закритої печі.
Блокування вогню: умілий маг може погасити або перенаправити вогонь, кинутий у нього іншим магом, за допомогою удару кулаком або поштовху долонею.
Танцюючий дракон: стародавня техніка воїнів Сонця.

### Просунута магія
Вогняні диски: кидок невеликого диска вогню, на зразок руху дискобола. Ніхто, крім Азули, цього прийому в серіалі не застосовував.
Концентрація: звичайні прийоми магії вогню досягають більшої могутності і більшої тривалості, якщо перед їх виконанням зібрати енергію. Концентрації тепла допомагає глибокий вдих і затримка дихання перед тим, як випускати вогонь. Застосовується багатьма просунутими магами.
Стіна полум'я: захисний прийом, просунута версія щита. Вона не тільки захищає від атак, але і дозволяє піти від погоні. Стіна, створена Джонг Джонгом для зупинки човнів Джао, горіла на поверхні води. Джонг Джонг також може пересувати стіну, що довів у «Кометі Созіна», змив стіною кілька танків. Зуко створив невелику стінку, більше схожу на щит, проти вогню Вогняного вбивці.
Сфера: захисний прийом; маг створює навколо себе суцільну стіну вогню, що ховає його з усіх сторін. Застосовувалася Зуко і Азулою проти вибухів (правда, сфера Зуко виявилася недостатньо міцною, щоб уберегти його від дрібних травм, але вибух він пережив).
Перенаправлення тепла: показано лише Созіном, можливо, ніхто більше ним не володіє. Созін з його допомогою остуджує вулкан, що вивергається. Техніка нагадує перенаправлення блискавки.
Збільшення вогню: маги вогню можуть змінювати розмір та інтенсивність вже палаючого полум'я. Вважається просунутою технікою, бо застосовується тільки найздібнішими магами. Іноді збільшення розміру полум'я сприяє емоційний вибух: у момент прояву злості Азули, Озая і Зуко стрімко розросталася полум'я, що горіло біля них. Азула і Джонг Джонг застосовували цю здатність усвідомлено. У тронній залі Азули горіло синє полум'я, ймовірно, збільшене з меншого.
Реактивний вогонь: майстри магії за допомогою вогню можуть розвивати великі швидкості на землі або висіти в повітрі. Озай і Джонг Джонг літали, випускаючи вогонь із ступень, в день комети Созіна, а синє полум'я Азули дозволяло їй перелітати на невеликі відстані і без енергії комети.
Контроль тиску: просунута форма контролю тепла; маг перегріває повітря навколо себе, через що в невеликих закритих областях підвищується тиск і відбувається вибух. У «Облозі Півночі, частина 1» Зуко звільнився з льоду, в який його вморозила Катара, за допомогою цього вміння.
Тигрячий рик: не бойова техніка, служить для залякування або для демонстрації сили мага вогню. Маг вогню розставляє руки на рівні плечей у різні сторони, закидає голову і гарчить. З рук і рота вириваються величезні вогняні струмені. Цей прийом робив Аанг на тренуванні з Зуко. В Аанга вогонь виривався на пару метрів, у Озая (посилений кометою Созіна) — на десятки метрів. Можливо, є піднавиком техніки Аватара з п'ятьма вогняними батогами.

### Рівень Аватара
Магія лави / магми: володіє магією вогню на рівні Аватара дає можливість управляти лавою і магмою, хоча і не з тією невимушеністю, з якою управляють водою маги води, і навіть може пробуджувати сплячі вулкани. Цю здатність продемонстрували тільки Аватари Року, Кіоші і Пантурікар, з чого напрошується висновок, що, мабуть, звичайний маг вогню не міг виконати такий складний прийом.
Як передбачається, цей вид магії винайшли Аватари, тому що в прийомі використовується магія землі (так як лава/магма — розплавлена порода), і добре знання магії води, так як тільки за допомогою цієї магії можна опанувати пересуванням рідин.
Численні батоги вогню дальньої дії: Аватар може створити до п'яти одночасних батогів вогню (один від кожної кінцівки, один з рота). У них є дуже довгі діапазони, як відмічено в «Кометі Созіна, Частині 4: Аватар Аанг», коли Аанг використовував техніку від ступень ніг вище Озая. Це, можливо, було результатом його магії вогню, збільшеної кометою Созіна, та/або тому що він був в стані Аватара в той час. Кожен батіг вогню також дуже широкий, і вони рухаються подібно щупальцям восьминога або кальмара. У них є достатня руйнівна сила, щоб знищити великі гірські формування. Нарешті, це могло бути технікою, яку мав на увазі мудрець Вогню, коли сказав, що «тільки повністю готовий до служіння Аватар може відкрити двері сховища (без Аватара тільки 5 магів разом можуть відкрити)».
Піднавиком цієї техніки може бути тигровий рик, коли маг вогню випускає з рук і рота вогняні струмені. Хоча струмені нерухомі, спостерігається очевидна схожість технік. Можливо, маги вогню копіювали техніку Аватара.
Техніка відкривання Сховища: Шійю сказав, що тільки повністю готовий до служіння Аватар може відкрити двері сховища в Храмі Року. Звичайним магам вогню потрібні зусилля 5 осіб. Сама техніка в серіалі не показана, скоріш за все це 5 вогняних струменів чи куль, що виходять з пальців однієї руки Аватара.

### Особливі техніки
Синій вогонь: Маг вогню може керувати інтенсивністю створюваного полум'я, яка відбивається на кольорі вогню. Синє полум'я ефективніше, ніж стандартний жовтий і помаранчевий вогонь, створений нижчою формою магії вогню, тому що в ньому зосереджено більше енергії, і ймовірно, що такий вогонь рухається вперед без розсіювання.
Тільки Азула продемонструвала синій вогонь. Синє полум'я також, здається, має велику кількість фізичної сили і якимсь конкуссивним впливом, ймовірно внаслідок того, що через удар навколо цієї смуги вогню перегрівається повітря (той же самий процес, який створює грім). У «Вчителях магії вогню» два дракони Ран і Шао створюють вихор вогню, в якому було помічено ще кілька кольорів вогню, крім жовтого, помаранчевого і синього, які вже з'являлися, були ще білий, фіолетовий, зелений і червоний. Можливо, що у цих кольорів вогню також можуть бути унікальні властивості.
Вогняне дихання: Маг видихає вогонь через рот подібно дракону. Цією технікою володіють багато хто, в тому числі Айро (прозваний за це Драконом Заходу), Озай, Зуко, Аанг і — мимоволі — Азула. Швидше за все, Айро перейняв цей прийом у драконів. Попри те, що низькі температури блокують або послаблюють магію вогню, дихання дракона можливо застосувати навіть в арктичних холодах, що кілька разів продемонстрував Зуко. Воно прогріває тіло мага і повітря навколо нього, дозволяючи не замерзнути і не втратити можливості інших прийомів. Гарячий чай може стати миттєвим підсилювачем — після ковтка чаю Айро «здув» агентів Дай Лі, що його оточили.
«Займання»: унікальна здібність найманця з країни Вогню. На відміну від нормального мага вогню, цей не виробляє полум'я безпосередньо з тіла. Замість цього він концентрує свою енергію і випускає через витатуюване третє око, щоб перегріти повітря навколо себе або на великій відстані, спричиняючи вибухи з великою точністю. Це надзвичайно ефективна техніка, оскільки вона дуже руйнівна, придатна в ближньому бою і для далеких дій і може повністю розкришити валуни розміром з пагорб і миттєво випарувати великі маси води. Це відбувається, ймовірно, через енергію, що повністю зосереджується на створенні вибуху і не витрачаються на підтримку довгого снопу полум'я. Однак техніка може бути настільки ж небезпечною для користувача, оскільки вогняний вбивця знищив свою власну праву руку і ногу через нестачу контролю над виявленою здатністю. Єдина слабкість — безперервний потік ци, якщо його заблокувати, утворює потенційно фатальні спалахи, іноді спрямовані всередину тіла мага.

### Посилена магія
Магія вогню посилюється завдяки неземним факторам, від Сонця до комети Созіна. Маг найсильніший протягом дня і особливо в полудень, коли сонце в зеніті, а під впливом комети може зробити набагато більший вогонь, ніж зазвичай, з високою руйнівною силою та великим радіусом дії. Досвідчений маг може використовувати силу комети для польоту, випускаючи вогонь зі ступень на зразок реактивного двигуна та генеруючи особливо сильні блискавки.

### Зброя
Маги вогню не використовують звичайну зброя повністю, покладаючись і на свої магічні здібності. Однак Зуко, який не хотів видавати свою особистість мага вогню, іноді пускав у хід просту холодну зброю. Зуко знає старовинну техніку володіння подвійними палашами. Пізніше він використовував палаші спільно з магією вогню, пускаючи струмені полум'я по лезах. Можливе застосування й іншої холодної зброї, наприклад, тонфи.

## Блискавка

### Створення
Блискавка, вона ж «холоднокровний вогонь», підвладна лише найсильнішим магам. Здатність створювати блискавку в серіалі продемонстрували тільки троє майстрів, які вважаються найкращими: Озай, Айро і Азула. Крім створення блискавки, її можна перенаправляти.
Створення блискавки ментально вимагає повного контролю емоцій і чистоти свідомості, а фізично — вміння розділити енергетичні потоки в організмі на позитивні і негативні (інтерпретація роботи електрогенератора). Здійснюючи кругові рухи руками, маг з'єднує два полюси і після цього більше спрямовує, ніж контролює блискавку. Через всі ці складнощі створення блискавки займає більше часу, ніж інші прийоми. Правда, Озай міг створювати блискавку миттєво і кидати її відразу з обох рук.

### Перенаправлення
```
Друга сторона прийому
 
— перенаправлення блискавки
 
— маловідома, тому що була винайдена Айро в результаті вивчення ним принципів 
магії води
 
— використовувати силу супротивника проти нього самого. Крім Айро, прийом застосовували Аанг і Зуко.
```

Блискавка входить у тіло через одну руку і випускається з іншої, пройшовши через шлунок — «вогняну чакру». Якщо електрика потрапляє в інші частини тіла, наслідки можуть бути фатальними. Аанг в «Перехрестях долі» отримав блискавку в спину, вона вийшла з його ступні і, ймовірно, пройшла через серце — врятувати його від смерті змогла тільки вода зі священного озера. Зуко в «Кометі Созіна» прийняв блискавку в сонячне сплетіння, і після виходу блискавки з його тіла, там ще залишалася електрика, через що він залишився живий, але не здатний встати. Катара змогла вилікувати його за допомогою простої води, значить, серце не було зачеплено.
За словами Зуко, процес перенаправлення блискавки збудливий, але страхітливий. Маг відчуває силу, утримуючи в собі стільки енергії, але знає: одна помилкова рух — і він труп. Помітно, що Аанг, перенаправляючи блискавку Озая, відчував фізичний біль. Можливо, це через поранення від попередньої блискавки, тому що Айро і Зуко ніколи не відчували болю при цьому прийомі. Перенаправляти можна як природне, так і згенерувала блискавку. У легенді про Кору її використовує Мако  який  проти во стає Амону та  перемагає Мінхуа команду Захіра мага води  яка не має рук і онук Зуко Айро .

## Магія Вибуху
Це такий вид магії  вогню. Переходить від третього ока і завдає удар вибух і руйнування . Її використовував вогняний вбивця із Аватар легенда про Аанга  щоб вбити Аанга і його друзів та  Легенда про Кору  Пі Лі яка була у Команді Захіра та була його дівчиною та допомогала вбити Кору .

## Послаблюючі фактори
Недостатній контроль дихання: Айро говорив, що сила мага не фізична, і довів це на ділі — повнуватенький дядько Айро з легкістю переміг м'язистих воїнів банди Носорогів. Сила виходить зсередини, з енергії ци і виходить з тіла за допомогою дихання. Тому маг вогню повинен контролювати дихання. Нехтування основами загрожує неправильним використанням магії вогню, яка може зашкодити самому магу.
На перший погляд непотрібна і дуже проста техніка дозволяє досвідченому магу вогню протриматися в бою тривалий час без втоми. У першому сезоні Зуко нехтував основами і тому ледь не програв Джао на Агні Кай.
Слабкість захисту: магія вогню агресивна, це атакувальний стиль, який використовує позитивний Дзінгу. Тому маги вогню вразливі до контратак, особливо якщо атакують маги землі. Недосвідчений маг, захопившись атакою, може бути не готовий до контрудару.
Однак не всі маги вогню слабкі в захисті. Джонг Джонг міг створювати стіни вогню, які горіли навіть на поверхні води.
Сонячне затемнення: маги вогню черпають свою силу від Сонця, рідше — від комет. Магія вогню послаблюється вночі, а під час затемнень взагалі пропадає. Такі дні народ Вогню називає «Дні Чорного Сонця». Айро говорив, що сила мага вогню виходить зсередини, від внутрішньої енергії, а не від м'язів. Можливо, найбільші маги вогню або Аватари можуть використовувати магію під час сонячних затемнень. Цього нам дізнатися не дано, тому що сильні маги навіть не намагалися це зробити. У всякому разі, магам вогню це не потрібно, оскільки затемнення рідкісні і швидкоплинні.
Холод: як відмічено в «Киплячій скелі», за низьких температур магія вогню послаблюється або зникає. Тому карцери у в'язницях народу Вогню (для магів вогню) — холодильники. Недосвідчений маг може загинути в полярних умовах. Тому Північне Плем'я Води ніхто не міг захопити 100 років.
Однак у магів вогню є прийом, що допомагає вижити при низьких температурах — вогняне дихання. Найпростіша, на перший погляд, техніка дозволила Зуко не замерзнути на Північному полюсі.
Емоційний стан: при деяких емоційних станах магія вогню послаблюється. Так сталося з Зуко, коли він змирився зі своєю долею і приєднався до команди Аватара. Магія Зуко була заснована на злості, гніві, люті. Він так люто бажав упіймання Аватара, що його магія підживлювалася цими почуттями. Помінявши бік, Зуко позбувся потужних стимулів, що живили його магію. Новим джерелом сили для нього стала інша мета — скинути батька і встановити мир на землі.
Недолік самоконтролю: маг вогню повинен бути спокійним і врівноваженим. Вогонь сам по собі дуже небезпечний. Неакуратне його використання може призвести до сумних наслідків (Опік Катари в 1x16, опік Тоф в «Західному храмі Повітря»). І так Джао спалив всі свої кораблі, коли не зміг змусити Аанга вступити в бій. Дізнавшись, що адмірал вчився у Джонг Джонга, Аанг зрозумів, в чому слабкість суперника. Ухилившись від кількох вогняних струменів, він став піддражнювати Джао, намагаючись вивести його з себе. Це йому сповна вдалося, і адмірал навіть не помітив, як сутичка перейшла на човни з дерев'яною обшивкою. Перестрибуючи з одного човна на інший, Аанг сказав, що Зуко сильніший Джао, і отримав у свій бік особливо сильний вогняний струмінь. Незабаром від невеликої флотилії адмірала залишилися тільки уламки. Аанг вказав Джао на це і стрибнув у воду. Зрозумівши, що він дійсно програв бій, в якому не отримав ані удару, адмірал люто закричав, і вогонь на човнах спалахнув ще сильніше.
Неможливість відкритого вогню: при деяких умовах маги не можуть запалити вогонь, тому що немає повітря. Наприклад, під водою. Так Зуко не зміг запалити полум'я під водою, щоб пропалити лід і вибратися на поверхню, але вчасно зрозумів, що лід можна розтопити прямим контактом (див. Випромінювання тепла).

## Протилежна стихія
Протилежністю вогню є вода, хоча в магії води багато схожих аспектів самоконтролю, а також різноманітність прийомів і ступенів контролю сили. Вогонь випускається короткими сильними ударами і стусанами (можливо випускати вогонь з ноги навіть крізь взуття), а рухи магів води повільні, з граціозними поворотами. Маги вогню нападають першими, а маги води чекають і направляють атаки супротивника проти нього самого.
Магія вогню не сильніша і не слабша за інші мистецтва підкорення. Результат бою з представником іншої стихії залежить від здібностей і настрою мага вогню і його противника.